# Blokus
Blokus ist ein von Bernard Tavitian erfundenes strategisches Brettspiel für zwei bis vier Spieler. Es ist ein Legespiel, das dem Pentamino-Spiel ähnelt.
Mittlerweile wurden weltweit über drei Millionen Spiele verkauft.

## Geschichte

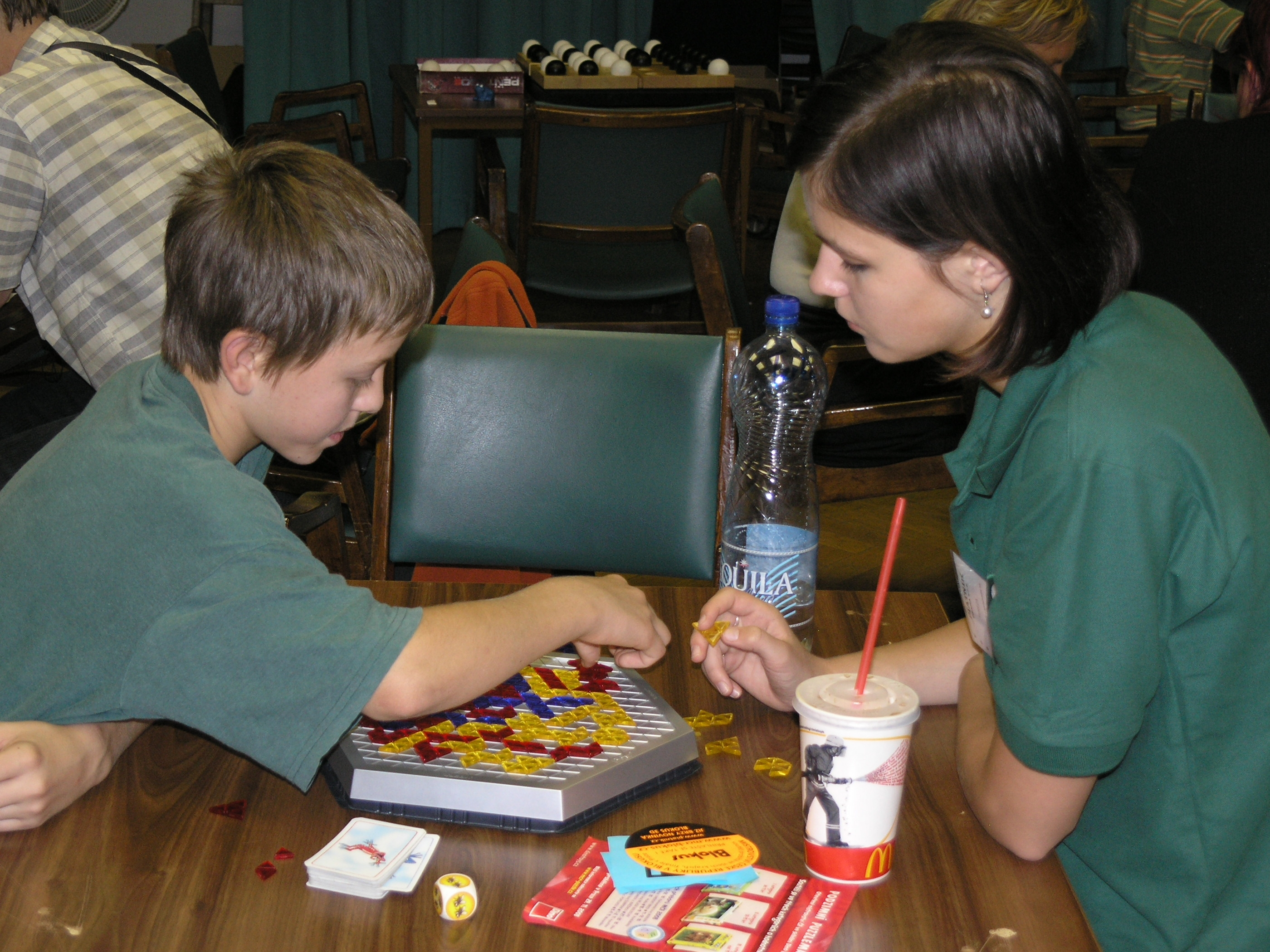
Blokus Trigon

Blokus wurde 1990 von dem Franzosen Bernard Tavitian erfunden, als er in den USA an der Universität Yale arbeitete. Als Pierre-Jacques Jouars 1999 das Spiel sah, sicherte er sich die Rechte und gründete die Firma Sekkoia, um das Spiel zu vertreiben. Das Spiel erschien im Jahr 2000 bei Sekkoia auf dem französischen Markt, wo es bereits im ersten Jahr 6000-mal, im zweiten Jahr sogar 20.000-mal verkauft wurde. 2001 erhielt es den Super As d’Or. In Deutschland wurde es vom Heidelberger Spieleverlag vertrieben und in die Spiel des Jahres-Auswahlliste 2002 aufgenommen.
Mittlerweile wird Blokus von verschiedenen Verlagen lizenziert in 35 Ländern vertrieben und gehört zu den am meisten prämierten Brettspielen. In Deutschland wurde Blokus von 2005 bis 2008 von Winning Moves vertrieben. Seit 2009 vertreibt der amerikanische Spielzeugkonzern Mattel das Spiel, der den französischen Verlag Sekkoia übernommen hat.
2005 erschien Blokus Duo für zwei Spieler und 2006 Blokus Trigon mit Spielsteinen aus zusammengesetzten Dreiecken. Aufbauend auf Blokus entwickelte zudem Stefan Kögl eine Version mit dreidimensionalen Steinen namens Rumis, das 2003 erschien und ebenfalls auf die Spiel des Jahres-Auswahlliste aufgenommen wurde; das Spiel wurde später unter dem Titel Blokus-3D vertrieben.

## Spielregeln

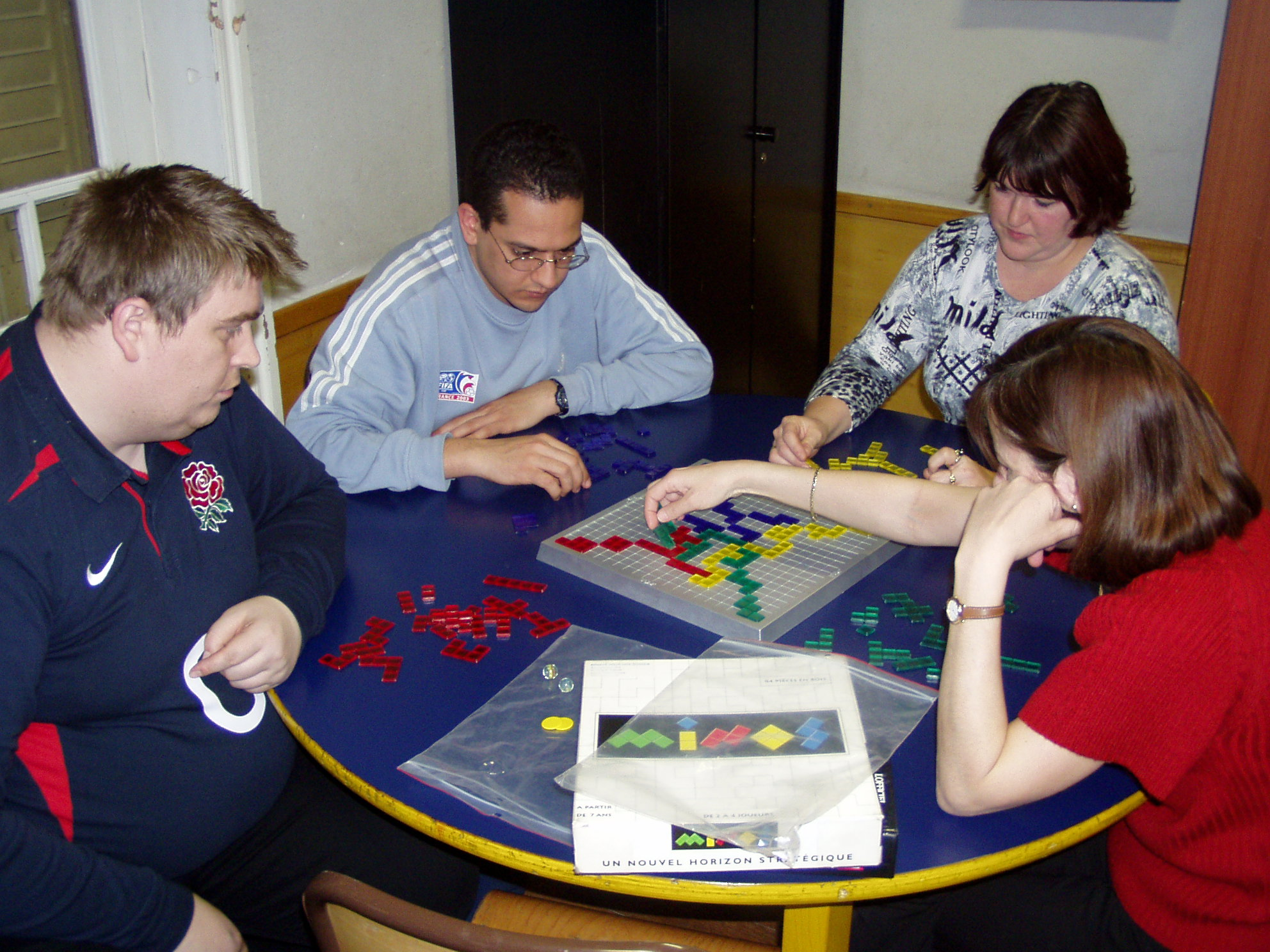
Blokus im Spiel zu viert

Alle Spielsteine für Grün

Im Zweipersonenspiel verfügt jeder Spieler über zwei Sätze von 21 Spielsteinen (Polyominos), die sich aus kleinen Quadraten zusammensetzen. Der eine Spieler hat blaue und rote Steine, der andere gelbe und grüne. Dabei kommt jede Form, die aus 1–5 Quadraten besteht, in jeder Farbe genau einmal vor: also 1 Quadrat, 1 Domino, 2 Triominos, 5 Quadraminos und 12 Pentominos. Das Brett besteht aus 20 × 20 quadratischen Vertiefungen, in welche die Spielsteine genau hineinpassen.
Die Spielsteine werden abwechselnd reihum gelegt, wobei in den Ecken begonnen wird. Die Reihenfolge ist im Uhrzeigersinn: Blau – Gelb – Rot – Grün. Der erste Stein jeder Farbe muss so gesetzt werden, dass das Eckfeld besetzt wird. Steine einer Farbe müssen sich immer über Eck berühren, niemals jedoch entlang einer Seite. An fremde Steine kann man dagegen beliebig anlegen.
Es wird so lange gezogen, bis keine Steine mehr gesetzt werden können.
Ziel ist es, möglichst viele Spielsteine auf dem Brett abzulegen. Da das Spielfeld gerade mal ausreichend Platz für alle Steine bietet, werden die Räume schnell eng. Wer am Schluss die wenigsten Punkte übrig hat, hat gewonnen. Dabei zählt jedes kleine Quadrat eines eigenen Spielsteins einen Punkt.
Blokus lässt sich auch zu dritt oder zu viert spielen. Für das Vierpersonenspiel ist dabei auch eine Teamvariante vorgesehen.

## Auszeichnungen
Laut dem Verlag Sekkoia ist Blokus mit 26 Auszeichnungen das am meisten ausgezeichnete Spiel des 21. Jahrhunderts.

## Zitat
Die französische Zeitung Libération:
„Blokus ist wirklich gelungen, anzusiedeln zwischen Tetris, das einem nicht mehr aus dem Kopf geht, und der subtilen Kunst des Go. Es erlangt einen verdienten Erfolg!“